# Tom Ridge

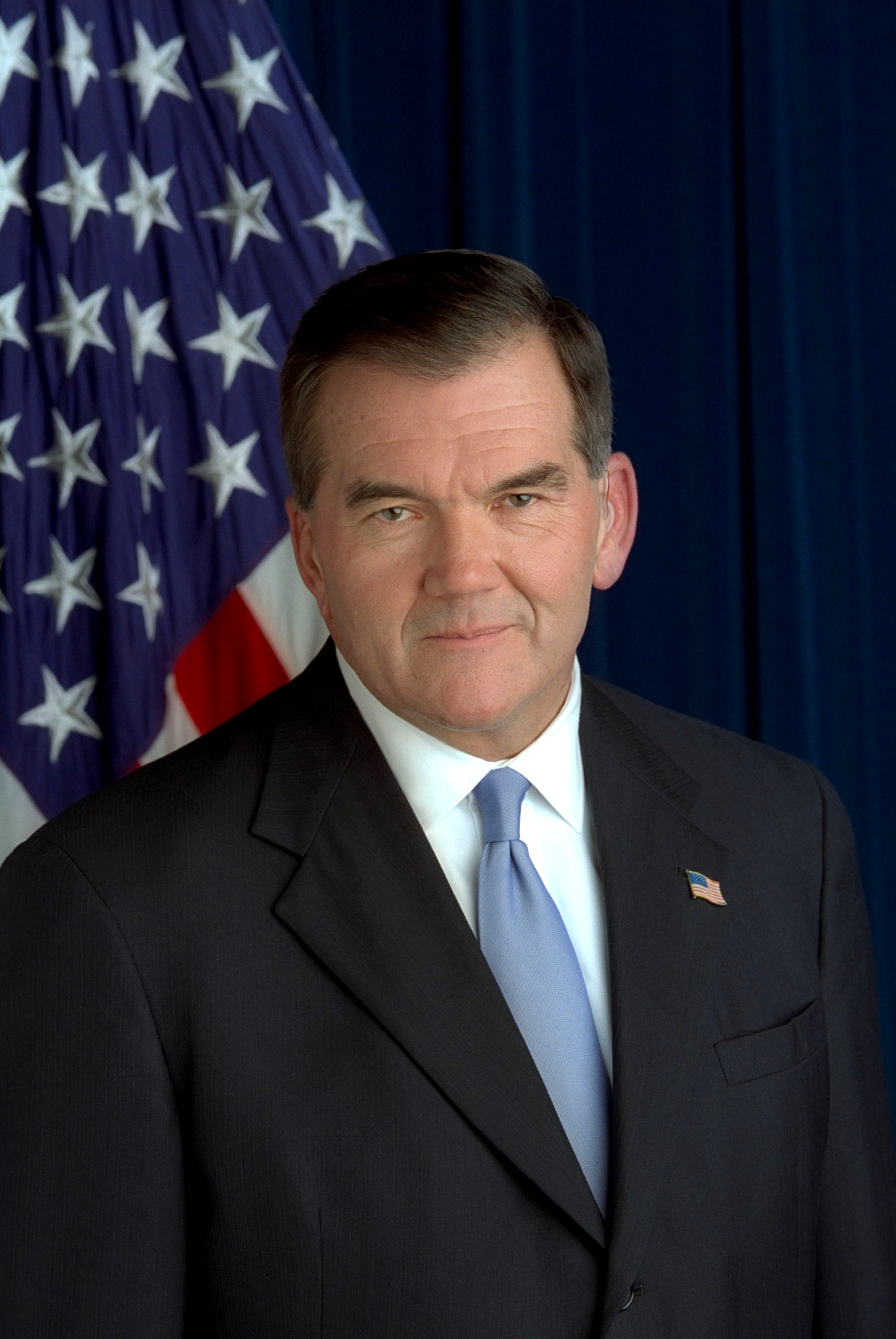
Tom Ridge

Thomas Joseph "Tom" Ridge (1945) é um político dos Estados Unidos da América, membro do Partido Republicano. Foi governador da Pensilvânia e primeiro Secretário da Segurança Interna dos Estados Unidos da América de 2001 a 2005.